# Movimiento Exploradoril Salesiano

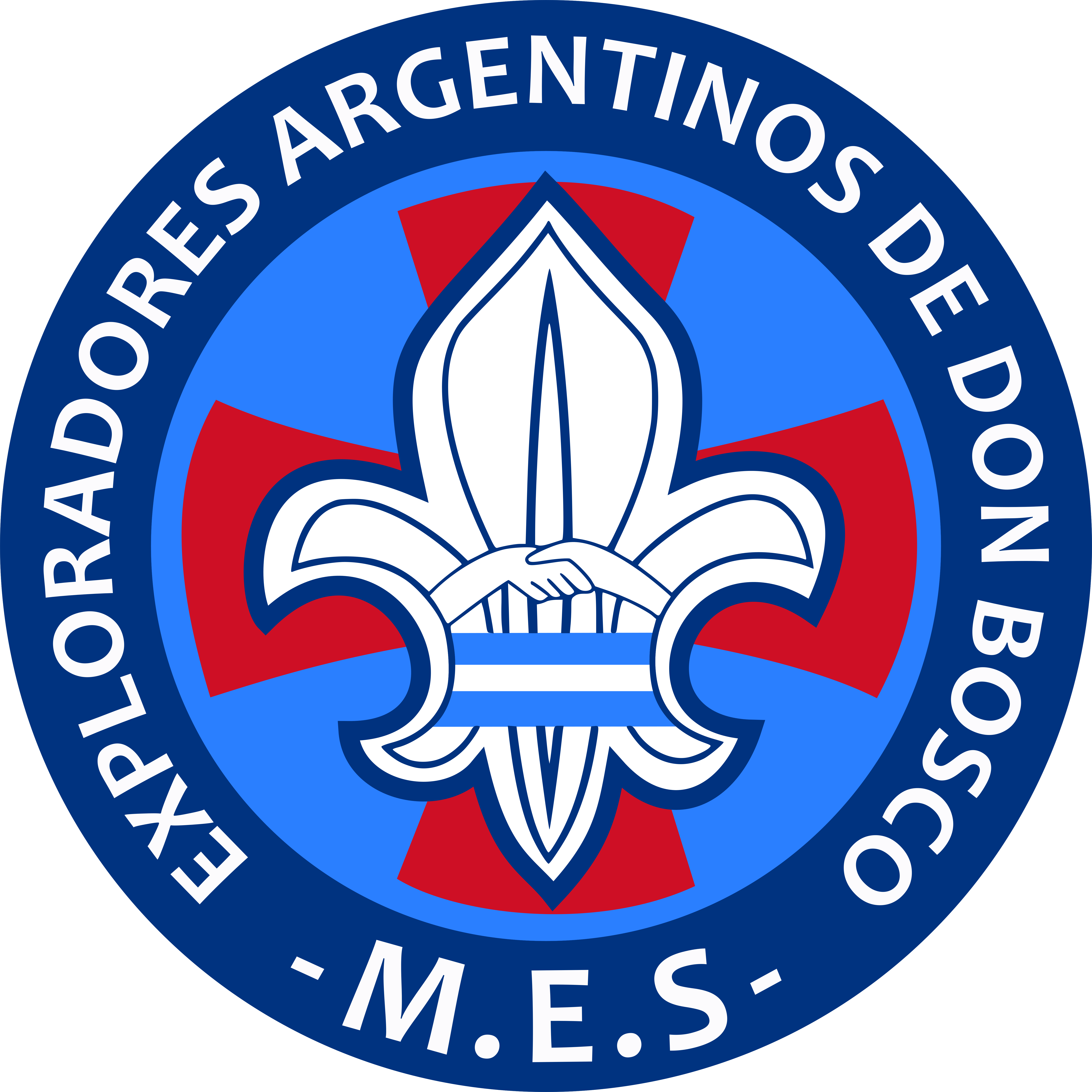
Emblema Nacional de los Exploradores Argentinos de Don Bosco

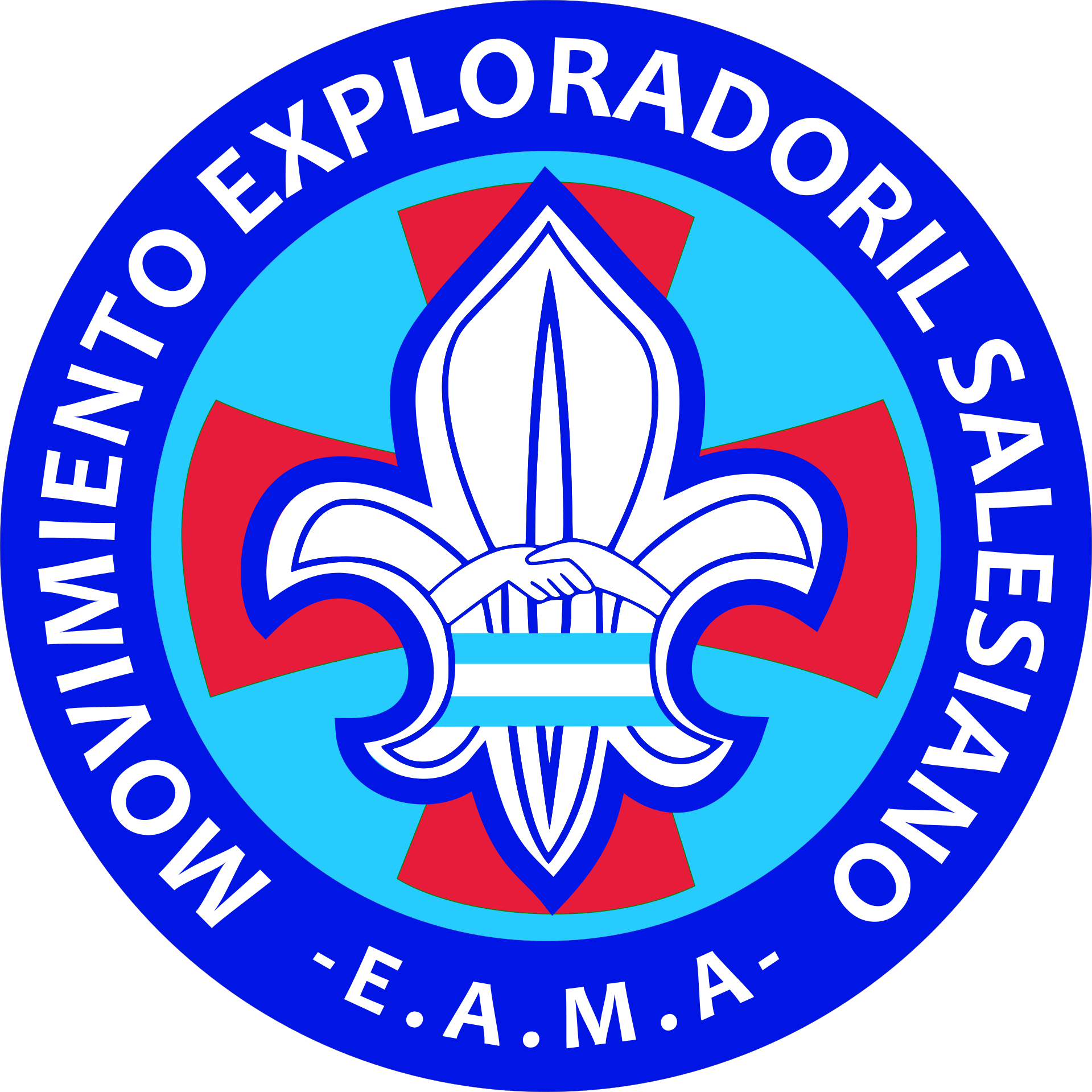
Emblema Nacional de las Exploradoras Argentinas de María Auxiliadora.

Los "Exploradores de Don Bosco" (Argentina), junto con las "Exploradores de María Auxiliadora" (Argentina), los "Exploradores de Don Bosco" (Paraguay) y los "Exploradores/as Franciscanos/as Argentinos/as" (Argentina), forma el Movimiento Exploradoril Salesiano.
El 5 de noviembre de 1961 se funda en Buenos Aires a las Exploradoras de María Auxiliadora, y en el año 1969 a las Exploradoras de Don Bosco, con ambas fundaciones surge el "Movimiento Argentino de Exploradores" (MADE). Pasado el tiempo el "MADE" se desarrolla y llega a abarcar la patagonia Argentina.
Para la década de los '90 se vio la necesidad de incorporar a los exploradores del "Movimiento de Exploradores Paraguayos 'Don Bosco'" (MEPDB) a las filas del MADE, fue en marzo del 1992 que el "MEPDB" se incorporan de manera definitiva al "MADE", el "MEPDB" se renombraría como Exploradores Paraguayos de Don Bosco, y el "MADE" como Movimiento Exploradoril Salesiano.
Para el año 1998 el Consejo Coordinador del MES (máxima autoridad del MES) reuelve incorporar a los Exploradores Franciscanos Argentinos".
Las características de este nuevo nombre para el movimiento M.E.S., tiene las siguientes características: está compuesto por Instituciones que gozan de organización y gobierno propios en los niveles, regional o inspectorial y local. El M.E.S. tiene un CONSEJO COORDINADOR, en el que se hallan presentes representantes de cada una de las Instituciones Exploradoriles: Tres delegados por cada Institución y un Secretario Ejecutivo, que podrá ser uno de los delegados, y durarán en el cargo tres años, salvo motivos de fuerza mayor, también pueden ser elegidos por otro período. A su vez, las Instituciones que componen el M.E.S. tienen un Consejo Coordinador.
Dicho organismo está compuesto por tres Delegados por Institución, y un Secretario Ejecutivo, que podrá ser uno de los Delegados. Otros datos se pueden encontrar en los PPDD 163
El Consejo Coordinador del M.E.S. mantiene relaciones pastorales con el SECSUR (Secretariado Pastoral del cono Sur Latinoamericano de los salesianos)
Actualmente, los Exploradores/as de Don Bosco y Exploradoras/es de María Auxiliadora además participan de la Pastoral de Juventud Argentina a través del Movimiento Juvenil Salesiano.
- Wikimedia Commons alberga una categoría multimedia sobre Movimiento Exploradoril Salesiano.

## Enlaces relacionados
- Página web

- Datos: Q19060984